# Zoologischer Garten Rostock
Zoologischer Garten Rostock är en djurpark i staden Rostock i Tyskland.
Djurparken grundades 1899 och har en yta av 56 hektar och är hem för cirka 4.500 djur av ungefär 320 olika arter. Förutom djur som man vanligtvis hittar i djurparker, är Zoo Rostock specialiserat på djur från Arktis och nordliga havsområden. Det finns till exempel en stor bur med omkring 100 havsfåglar som besökarna får gå in i. I Rostock finns registreringsboken för uppfödning av isbjörnar.
2005 hade djurparken 530 000 besökare.